# Sorex bendirii

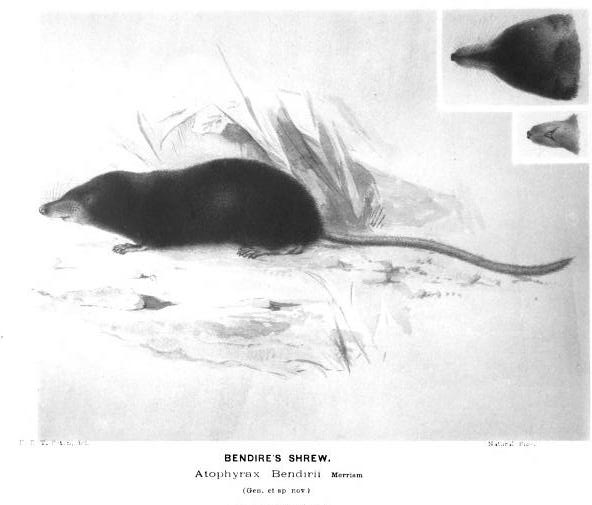

La musaraña de pantano del Pacífico (Sorex bendirii) es una especie de soricomorfo de la familia Soricidae, que se encuentra en Canadá y Estados Unidos.
Se alimenta de larvas de insectos acuáticos, lombrices, babosas, caracoles, termitas, arañas y cochinillas de la humedad.